# Alex Metreveli
Alex Metreveli (Tbilissi, 2 de novembro de 1944) é um ex-tenista profissional soviético de origem georgiana.

## Grand Slam final

### Simples (1 vice)
| Resultado | Ano  | Campeonato | Piso  | Oponente  | Placar        |
| Vice      | 1973 | Wimbledon  | Grama | Jan Kodeš | 6–1, 9–8, 6–3 |